# 張明哲 (1914年)
張明哲（1914年5月6日—1998年7月31日)， 湖北漢川人，1975年~1981年期间任国立清华大学校长。

## 生平
- 國立清華大學一九三五級化學工程系畢業，美國麻州理工學院化學工程碩士，曾任工業研究所所長，中國石油公司高雄煉油廠廠長。
- 1975年接掌清華大學，任內清華成立電機工程學系、中國語文學系、外國語文學系。
- 1981年辭校務後，曾任國家科學委員會主任委員，於1998年7月在美国加州伯克利家中逝世，享年八十四歲。[1]